# 이흥재
이흥재(李與載, 일본식 이름: 廣川正海히로카와 마사우미, 1880년 ~ ?)는 일제강점기의 관료로, 본적은 함경북도 회령군 팔을면이다.

## 생애
1901년 궁내부 주사를 역임했으며 1905년 함경북도 변계(邊界)경찰서 총순(總巡)을 역임했다. 1908년 함경북도 경성경찰서 경부를 역임했으며, 함경북도 경원군수(1910년 10월 1일 ~ 1911년 10월 4일)와 명천군수(1911년 10월 5일 ~ 1920년 4월 22일)를 역임했다. 1912년 8월 1일 일본 정부로부터 한국병합기념장을 받았으며, 1918년 함경북도 지방토지조사위원회 임시위원으로 임명되었다. 함경북도 길주군수(1920년 4월 23일 ~ 1921년 2월 11일)와 온성군수(1921년 2월 12일 ~ 1923년 3월 29일), 부령군수(1923년 3월 30일 ~ 1924년 12월 11일)를 역임했으며, 1921년 10월 25일 일본 정부로부터 훈6등 서보장을 받았다.
1927년 6월 3일부터 1930년 6월 2일까지 조선총독부 중추원 참의를 역임했으며, 1928년 11월 10일 일본 정부로부터 쇼와대례기념장을 받았다. 1927년 4월 1일과 1930년 4월 1일 함경북도 도평의회원으로 선출되었으며, 1933년 5월 11일 함경북도 도회의원으로 선출되었다. 1929년 5월 1일 조선박람회 평의원으로 선임되었으며, 1932년 5월 19일과 1934년 8월 14일 조선농회 통상위원, 1934년 6월 13일과 1938년 5월 5일 함경북도 농회 부회장에 각각 선임되었다. 1927년부터 1931년까지 오산금융조합장, 1933년부터 1935년까지 온성수리조합 이사를 역임했으며, 1933년 조선신궁봉찬회 발기인과 고문, 평의원을 역임했다. 1935년 10월 1일 조선총독부 시정 25주년 기념 표창과 은배 1조를 받았으며, 1941년 10월 조선임전보국단 발기인을 역임했다.
친일파 708인 명단의 중추원 부문, 민족문제연구소의 친일인명사전 수록자 명단의 중추원 부문과 관료 부문, 친일반민족행위진상규명위원회가 발표한 친일반민족행위 705인 명단에 포함되었다.

## 참고자료
- 친일반민족행위진상규명위원회 (2009). 〈이흥재〉. 《친일반민족행위진상규명 보고서 Ⅳ-14》. 서울. 845~853쪽.